# Kamovci
Kamovci este o localitate din comuna Lendava, Slovenia, cu o populație de 113 locuitori.